# Ленжце (Лодзинське воєводство)
Ленжце (пол. Łężce) — село в Польщі, у гміні Паєнчно Паєнчанського повіту Лодзинського воєводства.
Населення — 145 осіб (2011).
У 1975-1998 роках село належало до Ченстоховського воєводства.

## Демографія
Демографічна структура станом на 31 березня 2011 року:
|          | Загалом | Допрацездатний вік | Працездатний вік | Постпрацездатний вік |
| -------- | ------- | ------------------ | ---------------- | -------------------- |
| Чоловіки | 79      | 21                 | 51               | 7                    |
| Жінки    | 66      | 17                 | 36               | 13                   |
| Разом    | 145     | 38                 | 87               | 20                   |